# Malanea setulosa
Malanea setulosa är en måreväxtart som beskrevs av Julian Alfred Steyermark. Malanea setulosa ingår i släktet Malanea och familjen måreväxter. Inga underarter finns listade i Catalogue of Life.